# Renato Rascel
Renato Rascel es el nombre artístico de Renato Ranucci Massa (Turín, 27 de abril de 1912-Roma, 2 de enero de 1991) fue un cantautor y actor italiano considerado por muchos como un clásico de la música italiana. 
Su gran versatilidad y enorme sentido del humor le ganaron la simpatía de público italiano y del mundo, la lírica de su voz de matices agradables le permitió popularizar una gran cantidad de canciones que traspasaron las fronteras del idioma. Entre algunas destacan "Arrivederci Roma", "Venticello de Roma", "Domenica è sempre domenica", "Roma nun fa’ la stupida stasera" y la "canzone" (canción) "Romántica" que le mereció el primer lugar en el Festival de San Remo el año de 1960.

## Vida
Hijo de los artistas de ópera cómica Cesar Ranucci y Paola Massa Renato nació en Turín (Italia) en 1912. Durante su infancia vivió en la región o barrio de Borgo. Desempeñó sus estudios primarios en el colegio Pío X educado por los Hermanos de Nuestra Señora de la Misericordia, al poco tiempo ingresó en el coro de la Capilla Sixtina gracias a su tesitura de soprano. Su primera presentación Teatral se dio en la puesta de "Il fotografo in imbarazzo". A temprana edad desempeñó diversos oficios a la par, entre algunos fue asistente de barbero, calderero (mantenimiento a calderas de vapor) y albañil, con la finalidad de ayudar con los gastos de la familia que era extremadamente pobre. 

## Carrera
Con 13 años de edad es contratado para trabajar en local denominado "La bomboniera", después trabaja como baterista, interpretando Jazz en el salón "Bruscolotti".
Años después ingresa en el conjunto musical llamado "Arcobaleno"(arcoíris) interpretando temas de Charleston y Tap. Después pasaría a formar parte de la banda Lulu Gould-Jole Naghel bajo el seudónimo de Ronny Boy. A partir del nombre de un maquillaje francés de la época y que era usado por la actriz Livia Muguet toma el apellido Rachel pero lo cambió poco después -por la similitud con el nombre de Rachele Mussolini (esposa de Benito)- por el de Rascel. Es contratado por los Hermanos Schwartz en 1933, actuando en la pieza "Al Cavallino Bianco" recibiendo elogios del Corriere de la sera por sus aptitudes acrobáticas.

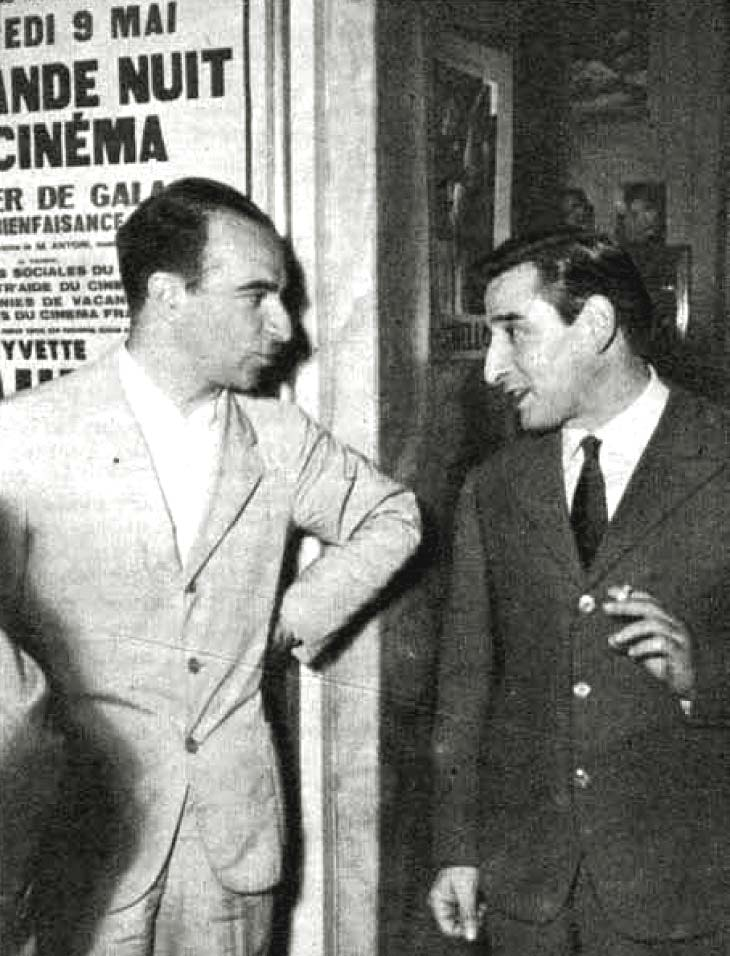
Alberto Lattuada y Renato Rascel en la ed. de 1952 del Festival de Cannes.

Los siguientes años comenzó a incursionar en el arte cómico-absurdo bajo la fórmula de un doble sentido, un tanto cándido. Aunado a esto ideó la confección de una vestimenta que contrastaba con su físico, (era de corta estatura). Durante la 2ª Guerra Mundial participó en el "superspettacolo jazz", actuó para las fuerzas armadas, llevando como pareja a Elena Grey. Renato conoce en 1942 a Tina de Mola con quien contrae nupcias en el año siguiente el día 19 de julio. Juntos formaron una pareja exitosa, debuta en el cine en el filme "Pazzo d'amore" y comienza a establecer la imagen caricaturesca que se convirtió en su sello especial. Su paso a las Grandes Revistas, se dio al ser llamado a actuar con Pietro Garinei y Sandro Giovannini dentro de la legendaria compañía de Wanda Osiris, ello le daría las tablas necesarias para posteriormente crear la suya propia. Intentó desempeñar la labor de Director pero sufrió un fracaso rotundo. 
Durante la década de los 50, Renato retornó al escenario grande, repitiendo fórmula con Garinei y Giovannini y actuó también para el director de cine Alberto Lattuada; su paso a la comedia musical no le resultó dificultoso,  tenía ya un lugar en el espectáculo italiano, después actuó de la mano de Eduardo de Filippo en la película "Questi fantasmi". 
Por sugerencia de Ugo Mursia, Renato escribió una fábula que llevó el título "C'era una volta Renatino" (Erase una vez Renatito) pronto esta trilogía de cuentos infantiles cuaja con enorme éxito, siendo traducida y publicada por todo el orbe.
La fama se hace extensiva al actuar al lado de Marlene Dietrich en "Montecarlo" y con Mario Lanza en "Arrivederci Roma", filmes que lo consagran ante el público mundial. Recibió las llaves de la ciudad de Washington como reconocimiento a su trayectoria artística y a propósito de su participación en una "Gira Mundial a Beneficencia". Renato visitó la Ciudad de México, Nueva York, Londres.

## San Remo
Rascel participó por vez primera en el Festival de la canción de San Remo en 1960 alternando con Toni Dallara venciendo con la canción "Romántica", el tema fue considerado un plagio, sin embargo, salió airoso del proceso judicial, gracias a Igor Stravinsky y la defensa que hizo el compositor clásico. 
Reanudó sus giras al lado de Garinei y Giovannini actuando en el Teatro Lírico, se presentó en la ciudad de Liverpool. Poco después fue invitado para actuar en la película "L'ours (Daniele nella gabbia) al lado de Francis Blanche. Después repitió actuación en "En pleine bagarre" al lado de Eddie Constantine.
Su actividad se difundió a otros medios como la radio, televisión y teatro a la vez que se dedicó a escribir prosa. Encuentra a Eugene Jones, Slawomir Mrozec y a Georges Courtelin en su búsqueda de autores que se avecinen a su humorismo. Sus actuaciones fueron memorables al lado de Dori Dorika quien actuó como compañera.
La relación marital de Renato de deterioraba debido a los constantes rumores de supuestos romances con diversas figuras del ámbito como Xenia Valderi, Flora Medini, y todo terminó en divorcio. En 1966, al poco tiempo, se relacionó sentimentalmente con su secretaria particular: Huguette Cartier con quien se casa.
Renato regresó al cine al actuar en la película "Il segreto di Santa Vittoria" llevando como estelares a Anthony Quinn y Anna Magnani.
Rascel vive otro escándalo en 1970 al abandonar a su segunda esposa, por una chica notablemente menor edad, de nombre Giuditta Saltarini.

## La etapa final
En la década de los setenta la escasa participación de Rascel en el cine es evidente, anunciando el inminente abandono de los escenarios; actúa por última vez en el género comedia en la película "Il trapianto". De la comedia musical se despide en  1969 con "Alleluja Brava Gente" donde su partner en el escenario, el aplaudido cantante Domenico Modugno a último momento, debido a un accidente, tiene que ser reemplazado por Gigi Proietti, un joven actor y cantante que empieza a hacerse famoso.
En la pantalla chica su último rol como el "Padre Brown" marca su salida como intérprete de series televisivas, aunque su última aparición en la TV se dio en 1983 en "La porta mágica" actuando a lado de su pareja sentimental Giuditta Saltarini.
San Remo testifica su última aparición en el Festival con el tema "Nevicava a Roma" haciendo dupla con el cantante "Pio".
En la película de 1977 "Jesús de Nazareth" de Franco Zeffirelli aparece en un cameo interpretando el papel de un ciego que es sanado.
Sigue sin embargo actuando en teatro hasta 1986.
Su última actuación en público es durante la transmisión del Mundial de Fútbol de 1990, en el transcurso de la cual canta varias de sus canciones, incluyendo Arrivederci Roma.

### Muerte
El astro italiano fallece en 1991 tras padecer por varios años de Alzheimer.